# Sanduhr (Heraldik)

Sanduhr im Wappen von Rountzenheim

Die Sanduhr, auch als Stundenglas bezeichnet, ist in der Heraldik eine gemeine Figur und es wird ihr eine gewisse Symbolik zugewiesen. Sie gehört zu den neueren Wappenfiguren.

## Form und Verwendung
Die Darstellung im Wappen oder Feld, aber auch im Oberwappen, besteht aus einem feinen Holzgestell, in dem der Glaskörper mit Sand mittig eingesetzt und von allen vier Seiten sichtbar ist, aber heraldisch zweidimensional genutzt wird. Der Glaskörper wird aus zwei mit den Spitzen verbundenen Kegel (oder ähnlich geformte kuglige Gestalt) gebildet. Alle Farben der Heraldik sind möglich, aber Gold wird bevorzugt.
Die Sanduhr wird oft mit dem figürlichen Tod oder dem menschlichen Totenschädel zusammen ins Wappen gestellt. Sie gilt als Attribut des Todes (Sensenmann oder „Freund Hein“). Die Sanduhr versinnbildlicht die Vergänglichkeit bzw. die Endlichkeit des Lebens.

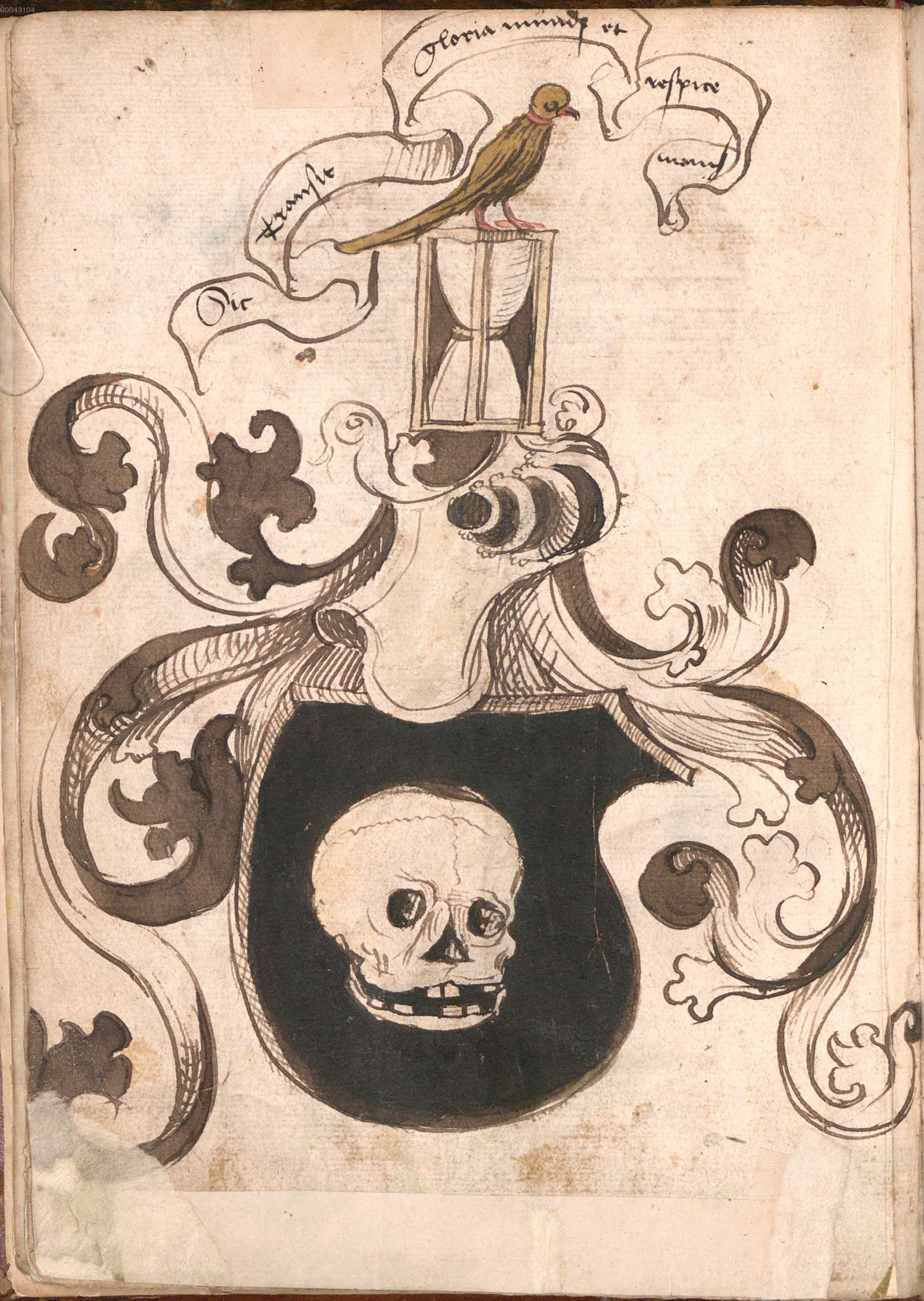
Wappen des Todes im Wernigeroder Wappenbuch (etwa 1475–1500)
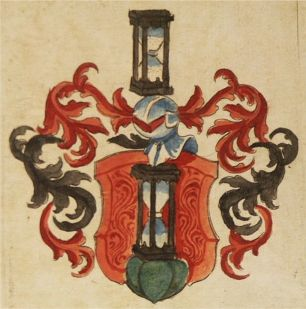
Wappen der Schaffhausener Familie Lang (Variante 1)
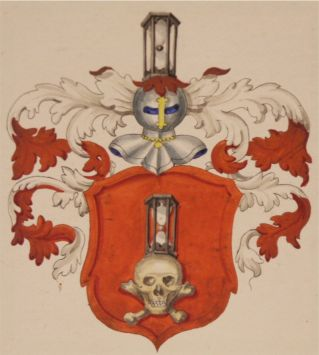
Wappen der Schaffhausener Familie Lang (Variante 2)